# رساله شرفیه
رسالهٔ شرفیه (که در اصل به زبان عربی و با نام کامل الرساله الشرفیه فی النسب التألیفیه نوشته شده) یک رساله دربارهٔ موسیقی است که صفی‌الدین اُرمَوی آن را در قرن هفتم هجری نوشته‌است. این رساله، برخلاف رسالهٔ معروف دیگر ارموی، رسالهٔ الأدوار که پیش از رسالهٔ شرفیه نگاشته شده‌است، متأثر از علم موسیقی یونان است. رسالهٔ شرفیه همراه با الأدوار جزو آثار مرجع در مکتب منتظمیه است. از دید برخی منتقدان رسالهٔ شرفیه بهترین اثر ارموی است و اهمیتش از الأدوار نیز بیشتر است اما در عمل کمتر از الأدوار به آن توجه شده است.
رسالهٔ شرفیه شامل پنج مقاله است که در آن‌ها موضوعاتی مانند ماهیت صوت، نظریهٔ نسبت اعداد برای محاسبهٔ فواصل موسیقی، اختلاف بین فواصل مختلف موسیقی، ماهیت جنس در موسیقی و رابطه‌اش با فواصل نت‌ها، و مباحث مربوط به ایقاع (ضرب‌آهنگ موسیقی) و ادوار (گام‌های موسیقی) آمده‌است. این رساله همچنین به دلیل اینکه هم‌زمان از افاعیل، که برای توصیف اوزان عروضی در شعر به کار می‌روند، و اتانین برای توصیف ضرب‌آهنگ موسیقی استفاده کرده مورد توجه بوده‌ است.
رسالهٔ شرفیه خودْ موضوعِ شرح‌ها و ترجمه‌های بعدی نیز بوده‌ است که از آن جمله می‌توان به شرح مولانا مبارکشاه بخاری، رسالهٔ درة التاج لغرة الدباج از قطب‌الدین شیرازی، و ترجمه‌های کارا دو وو و رودولف درلانژه به فرانسوی اشاره کرد. نسخه‌های خطی متعددی از این رساله موجود است که در کشورهای مختلف از جمله ایالات متحده، آلمان، بریتانیا، ترکیه، عراق و ایران نگهداری می‌شوند. مهم‌ترین این‌ها نسخه‌ای است که در کتابخانهٔ دانشگاه ییل نگهداری می‌شود و تاریخ نگارش آن ۶۶۶ ه‍.ق است و احتمالاً دست کم بخشی از آن را خود ارموی نگارش کرده‌ است.

## پیشینه
نام کامل این رساله، الرساله الشرفیه فی النسب التألیفیه است. ارموی این کتاب را حدود ۶۶۵ هجری قمری (معادل ۱۲۶۷ میلادی) نوشت و به شاگردش شرف‌الدین هارون جوینی اهدا کرد که یکی از برادرزاده‌های عطاملک جوینی بود. نام این رساله نیز به نام شرف‌الدین هارون جوینی اشاره دارد. ارموی از طریق خاندان جوینی با نصیرالدین طوسی آشنایی داشت و احتمال می‌رود که طوسی علاقهٔ ارموی را به علوم یونانی برانگیخته باشد؛ چنان‌که در الأدوار ارموی نشانی از تأثیر علم موسیقی یونانی دیده نمی‌شود و آن رساله نظریات خود ارموی را شرح می‌دهد، اما در رسالهٔ شرفیه تأثیر نظریات موسیقی یونانی مشهود است. این احتمال هم وجود دارد که ارموی رسالهٔ شرفیه را تحت تأثیر آثار فارابی به‌خصوص موسیقی کبیر نوشته باشد. دست آخر این که خود نصیرالدین طوسی نیز رساله‌ای مختصر در خصوص تناسبات فواصل موسیقی نوشته‌است که ممکن است الهام‌بخش رسالهٔ شرفیه بوده باشد.

### نویسنده
صفی‌الدین عبدالمؤمن بن ابی‌المفاخر یوسف بن فاخر اُرمَوی (۶۱۳ ه‍.ق – ۱۸ صفر ۶۹۳ ه‍.ق) موسیقی‌دان، خوش‌نویس، ادیب و عروض‌دان بود. دوران زندگی صفی‌الدین را می‌توان به دو بخش تقسیم کرد: پیش از حمله مغول به ایران و پس از آن. پیش از حملهٔ مغول، ارموی به همراه پدرش به بغداد مهاجرت کرد و در آنجا ابتدا به فراگیری فقه شافعی پرداخت. سپس به مدرسهٔ مستنصریه رفت و در آنجا به آموزش علوم مختلف و فراگیری خوشنویسی پرداخت و گفته شده که در زمینهٔ خوشنویسی و انشا از سرآمدان روزگار خود شد. به گفتهٔ خودش در همین دوران موسیقی و نواختن عود را هم فراگرفت. اما علی‌رغم چیره‌دستی در این هنر، بیشتر شهرتش در آن زمان از خوشنویسی حاصل شد. پس از روی کار آمدن مستعصم، صفی‌الدین به دربار راه یافت و در امور مختلف اعم از امور دیوانی، کتابت و کتاب‌داری، و نیز در مقام خطاط و سرپرست تشکیلات موسیقی به کار گرفته شد. پس از آن که مستعصم به تسلط ارموی بر موسیقی آگاه شد، وی مسئول فراهم آوردن اسباب بزم و طرب خلیفه گردید و توجه خلیفه به وی بیشتر شد چنان‌که مستعصم در اواخر دورهٔ خلافتش دستور تأسیس کتابخانه‌ای تازه در دربار را داد که کتاب‌های گرانبهایی به آن منتقل شدند و ارموی را کلیددار آن کتابخانه کرد. از مهم‌ترین دستاوردهای این دوره از زندگی صفی‌الدین، نگارش رسالهٔ الأدوار است که قدیمی‌ترین نسخهٔ به دست آمده از آن در سال ۶۳۳ ه‍.ق نگاشته شده‌است.
در پی حملهٔ هلاکو به بغداد و فتح آن در سال ۶۵۶ ه‍. ق، عدهٔ کثیری از جمله خلیفهٔ عباسی به قتل رسیدند و اکثر مدارس و کتابخانه‌ها ویران شد. اما صفی‌الدین در این میان با توسل به هنرش توانست خود و خانواده‌اش را از تعرض مصون نگاه دارد و به دربار هلاکو راه یابد. صفی‌الدین در این دوره به آموزش بهاءالدین محمد جوینی و برادرش شرف‌الدین هارون جوینی مشغول شد. ارتباط وی با خاندان جوینی کمک کرد تا صفی‌الدین به ریاست دیوان انشا در بغداد برسد. مهم‌ترین اثر صفی‌الدین در دورهٔ دوم زندگی‌اش نوشتن رسالهٔ شرفیه است.
در سال ۶۸۳ قمری ارغون‌خان به حکومت بغداد رسید. او که پیش‌تر با آزار و اذیت عطاملک جوینی باعث مرگ وی شده بود، با رسیدن به حکومت، دستور قتل پسران و بستگان وی را نیز صادر کرد. در این زمان شوکت خاندان جوینی رو به زوال نهاد و صفی‌الدین نیز بزرگترین حامی خود را از دست داد. نهایتاً صفی‌الدین به فقر دچار شد و به زندان افتاد و در روز ۱۸ صفر ۶۹۳ قمری در زندان درگذشت.

### مکتب منتظمیه
اون رایت استاد موسیقی‌شنناسی خاورمیانه در دانشگاه لندن، از دوره‌ای که ارموی در آن می‌زیست با عبارت «مهم‌ترین دوره در تاریخ موسیقی ایرانی و عربی» یاد کرده‌است. صفی‌الدین که در این زمان در بغداد می‌زیست سبکی از توصیف نظری موسیقی را ارائه کرد که بعدها به «مکتب منتظمیه» معروف شد. مکتب منتظمیه نامی است که به گروهی از نظریه‌پردازان موسیقی این دوره داده می‌شود؛ عبدالقادر مراغی و قطب‌الدین شیرازی از دیگر نظریه‌پردازان این مکتب بوده‌اند. اصطلاح مکتب منتظمیه در منابع کهن شرقی اعم از عربی، ترکی یا فارسی دیده نمی‌شود بلکه ترجمه‌ایست بر عبارت Systematist School که محققان غربی برای نامیدن این مکتب به کار می‌برده‌اند. تا پیش از شکل‌گیری مکتب منتظمیه، توصیف نظری موسیقی بر اساس روشی صورت می‌گرفت که فارابی در کتاب موسیقی کبیر تعریف کرده بود و بعدتر دانشمندان دیگر از جمله ابن سینا آن را (در کتاب شفا) شرح و گسترش داده بودند.
مهم‌ترین مفاهیم در مکتب منتظمیه عبارت بودند از تعریف یک گام موسیقی مبتنی بر نظام کوک خالص که تمام فواصل موسیقایی رایج در موسیقی جهان اسلام را در خود داشت و «خالص‌ترین گام در زمان خودش بود»، و توصیف فواصل موسیقایی از طریق نظریهٔ ادوار. نظریهٔ ادوار رویکردی نظری به موسیقی بود که در آن گام‌های موسیقی به صورت دوایری شرح داده می‌شدند و فواصل هر یک از درجات یا «ابعاد» آن‌ها به روش ریاضی محاسبه و شرح داده می‌شد. سایر ویژگی‌های مکتب منتظمیه عبارتند از: توجه به ویژگی‌های صوت‌شناسی ساز، توجه به مفهوم «ایقاع» (ریتم) که در سنّت پیشین مورد توجه نبود، و ابداع مفاهیم و واژگانی نوین نظیر «دُور»، «شَد» و «مقام» یا ارائهٔ تعریف جدیدی از واژگان موجود (نظیر «شعبه»)، برای توصیف نظری موسیقی. در این مکتب، هر گام موسیقی شامل ۱۷ پرده بود که فواصل آن در اصل با روشی که در موسیقی یونانی ریشه داشت (که فیثاغورث تعریف کرده بود) محاسبه می‌شدند، جز آن که در این روش فواصل دیگری (که در محاسبات فیثاغورث نبود و مختص موسیقی اسلامی-ایرانی است) نیز محاسبه و تعدیل می‌شدند.

### اهمیت
رسالهٔ شرفیه همراه با الأدوار جزو آثار مرجع در مکتب منتظمیه است. در هر دوی این رساله‌ها، ارموی نظریهٔ ادوار را توضیح داده‌است، اما رسالهٔ شرفیه (که سه دهه پس از الأدوار نگارش شده) از دو جهت متمایز است. نخست آن که برخلاف الأدوار که منعکس‌کنندهٔ نظریات اصیل خود ارموی است، شرفیه تحت تأثیر موسیقی یونان بوده‌است. دوم آن که برخلاف الأدوار که بسیار موجز است (و از این جهت مورد نقد بوده‌است)، شرفیه به‌طور مفصل‌تری به بیان نظریات موسیقایی پرداخته‌است. روش تقسیم‌بندی مقامی موسیقی به شکلی که در مکتب منتظمیه نظام یافت، تا دوران معاصر تداوم داشته‌است. در ایران پس از تحول مقام به دستگاه این روش کنارگذاشته شده‌است، اما در موسیقی ترکی و موسیقی عربی کماکان تقسیم‌بندی مشابهی به کار برده می‌شود.

## محتوا

تقسیم دو اکتاو به فواصل تشکیل دهندهٔ آن نظیر چهارم درست (۴:۳)، پنجم درست (۳:۲) و دوم بزرگ (۹:۸)

رسالهٔ شرفیه به زبان عربی نوشته شده و شامل پنج مقاله است به این عناوین:
- فی الکلام علی الصوت و لواحقه و فی ذکر شکوک وارده علی ما قبل فیه (صوت و ملحقات آن و نظریه‌های وارد بر آن)
- فی حصر نسبت الاعداد بعضها الی بعض و استخراج الاجناس من الابعاد المستخرجه من نسب مقادیرها و مراتبها فی التلاوم و التنافر و اسمائها الموضوعه لها (نظریهٔ نسبت اعداد)
- فی اضافات الابعاد بعضاً الی بعض و فصل بعضها عن بعض و استخراج الالجناس من الابعاد الوسطی (اختلاف ابعاد[ب])
- فی ترتیب الاجناس فی طبقات الابعاد العظمی و ذکر نسبها و اعدادها (ترتیب اجناس بر حسب طبقه‌بندی ابعاد)
- فی الایقاع و نسب ادوار و الارشاد الی کیفیه الاستخراج الالحان فی الصناعه العلمیه (ایقاع[پ] و نسبت ادوار و نحوهٔ استخراج الحان)

مقالهٔ اول به مباحث نظری راجع به ماهیت صوت می‌پردازد و صفی‌الدین در آن به نظریات فارابی و ابن سینا در این باره اشاره می‌کند و انتقاداتی نیز بر نقاط ضعف نظریات آن دو مطرح می‌کند. مباحث ریاضی در مورد فواصل موسیقی در مقاله‌های دوم تا چهارم این رساله طرح شده‌اند.
مقالهٔ دوم به محاسبهٔ ریاضی فواصل موسیقی اختصاص دارد و آن‌ها را بر اساس نسبت‌های ریاضی تعریف می‌کند (ر.ک. ادوار). همچنین، ارموی در این مقاله به مفهوم ملایمت نیز می‌پردازد و فواصل را به دو دستهٔ ملایم و ناملایم تقسیم می‌کند. برای مثال در این روش فاصلهٔ چهارم درست با نسبت ۴:۳، فاصلهٔ پنجم درست با نسبت ۳:۲ و فاصلهٔ دوم کوچک با نسبت ۲۵۶:۲۴۳ محاسبه می‌شود.
در مقالهٔ سوم راجع به ترکیب فاصله‌های موسیقی بحث شده‌است و مثلاً توضیح داده شده که چه طور با افزودن دو فاصلهٔ کوچک‌تر، یک فاصلهٔ بزرگ‌تر به دست می‌آید، یا چطور می‌توان یک فاصلهٔ بزرگ‌تر را به فواصل کوچکتری شکست. در اینجا مفهوم جنس نیز تعریف می‌شود. در اجناسی که متشکل از چهار نت هستند، اگر اندازهٔ بزرگترین فاصلهٔ بین این نت‌ها برابر ۵:۴ یا ۶:۵ یا ۷:۶ باشد، صفی‌الدین آن را یک جنس «لَیِّن» (ضعیف) می‌نامد و باقی جنس‌ها را «قوی» نام می‌دهد. او اجناس لین را به سه دسته تقسیم می‌کند: راسِم (بزرگترین فاصله = ۵:۴)، لَوْنی (به معنی رنگین، بزرگترین فاصله = ۶:۵) و ناظم (بزرگترین فاصله = ۷:۶). صفی‌الدین ۳۶ عدد از اجناس لین را برمی‌شمرد اما توضیح می‌دهد که این اجناس ملایم نیستند و در عمل به کار نمی‌روند. در مقابل، او توضیح می‌دهد که از بین اجناس قوی، جنسی که متشکل از فواصل ۹:۸–۹:۸–۲۵۶:۲۴۳ است (یعنی دوم بزرگ، دوم بزرگ، دوم کوچک، نظیر نت‌های ر، می، فا) بیشترین کاربرد را دارد. شایان ذکر است که طبقه‌بندی اجناس به لین و قوی پیش‌تر در آثار فارابی وجود داشته و صفی‌الدین به تکرار آن پرداخته‌است.
مقالهٔ چهارم راجع به ترتیب اجناس است و در آن توضیح داده شده که چه طور با پیوستن دو جنس با کمک یک فاصلهٔ طنینی (دوم بزرگ) در بینشان، می‌توان یک دور کامل (یک اکتاو) را به دست آورد.
در مقالهٔ پنجم، موقعیت درجات هر دور به‌طور مبسوط شرح داده شده و نحوهٔ محاسبهٔ ریاضی آن‌ها نیز ارائه شده‌است. همچنین، ادوار مختلف برشمرده شده‌اند.

## نسخه‌ها

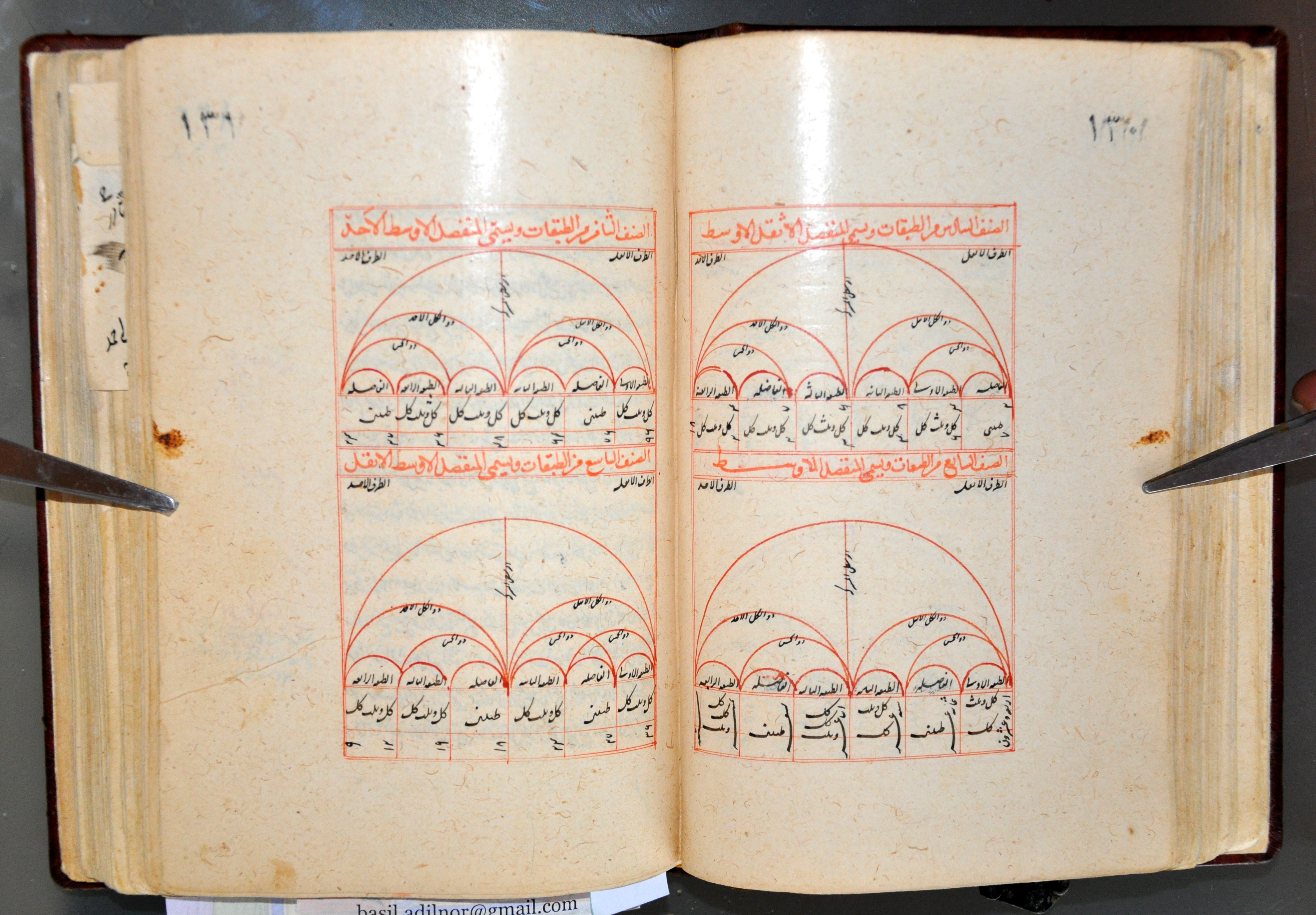
تصویری از صفحه‌های میانی رسالهٔ شرفیه

چند نسخهٔ خطی از این رساله بر جای مانده‌است که یکی از مهم‌ترین آن‌ها در کتابخانهٔ دانشگاه ییل نگهداری می‌شود. تاریخ کتابت این نسخه حدود سال ۶۶۶ ه‍.ق است و احتمالاً دست کم بخشی از آن را خود ارموی کتابت کرده‌است. نسخهٔ دیگری از آن به شمارهٔ ۳۴۶۰ در کتابخانهٔ کاخ توپ‌قاپی در استانبول نگهداری می‌شود که اصالت آن نیز قطعی است. نسخهٔ دانشگاه ییل (که در مجموعهٔ سالیزبوری با شمارهٔ S. 37 نگهداری می‌شود) در سال ۱۳۸۳ ه‍. خ در ایران به چاپ رسید و میکروفیلم آن نیز به شمارهٔ ۶۰۷۹ در کتابخانه مرکزی و مرکز اسناد دانشگاه تهران نگهداری می‌شود. نسخهٔ چاپ ایران به لحاظ کیفیتش و نیز از جهت نحوهٔ انتشار و مسائل حق نشر مورد نقد بوده‌است؛ از جمله آن که برخی واژگان عربی در آن نادرست قرائت و بازنویسی شده‌اند و ترتیب صفحه‌های کتاب نیز در آن اشکال داشته‌است.
نسخه‌های دیگری از این اثر در آلمان (کتابخانهٔ برلین)، اتریش (کتابخانهٔ ملی وین)، ایتالیا (کتابخانهٔ واتیکان)، بریتانیا (کتابخانهٔ بادلین)، ترکیه (کتابخانهٔ آصفیه، کتابخانهٔ عاطف افندی، کتابخانهٔ بایزید، کتابخانهٔ بلدی، کتابخانهٔ جارالله، کتابخانهٔ ولی‌الدین و کتابخانهٔ نور عثمانی)، عراق (نسخه‌ای نگاشتهٔ قرن نهم ه‍.ق در کتابخانهٔ دکتر محفوظ، و نسخه‌ای نگارش قرن یازدهم ه‍.ق در کتابخانهٔ المحتف العراقی)، مصر (کتابخانهٔ قاهره و کتابخانهٔ تیموریه) و هند (کتابخانهٔ رامپور) وجود دارند. در ایران نیز نسخه‌هایی از این رساله در کتابخانه‌هایی در تهران و اصفهان نگهداری می‌شوند که قدمتشان بین قرن هفتم تا دوازدهم ه‍.ق است.

## شرح و ترجمه
به عقیدهٔ عبدالقادر مراغه‌ای، رسالهٔ درة التاج لغرة الدباج از قطب‌الدین شیرازی در واقع شرحی است بر رسالهٔ شرفیه. مبارکشاه بخاری نیز بر آثار ارموی از جمله رسالهٔ شرفیه شرحی نوشته‌است.
دو خاورشناس معروف فرانسوی به نام‌های بارون کارا دو وو و بارون رودولف درلانژه در سال ۱۹۳۷ م. رسالهٔ شرفیه را به فرانسوی ترجمه کردند (اولی به‌طور مختصر و دومی به تفصیل). این ترجمه‌ها باعث شده که رسالهٔ شرفیه نزد اروپاییان اثری شناخته شده باشد.
در سال ۱۳۸۵ ه‍.خ نسخه‌ای فارسی از این رساله با ترجمهٔ بابک خضرائی و فرهنگستان هنر جمهوری اسلامی ایران منتشر کرد. پیش از آن، در سال ۱۳۸۳ ه‍. خ، نسخهٔ عربی این رساله را هم همین انتشارات منتشر کرده بود.

## نقد
بین نگارش الأدوار و رسالهٔ شرفیه حدود ۳۰ سال فاصله است و رسالهٔ شرفیه از بعضی جهات مبسوط‌تر از الأدوار است اما با این حال کمتر از آن مورد توجه بوده‌است.
به عقیدهٔ برخی از نظریه‌پردازان معاصر از جمله تقی بینش و محسن محمدی، این رساله مهم‌ترین اثر ارموی است و شایسته‌است که ارموی بابت آن شناخته بشود تا بابت الأدوار. محتوای این دو رساله نیز در برخی موضوعات از جمله در نحوهٔ تشریح ادوار یا موضوعات مربوط به اسباب ملایمت و تنافر با هم متفاوت است که این تفاوت ناشی از آن دانسته می‌شود که رسالهٔ شرفیه از آثار فارابی و ابن سینا ریشه می‌گیرد ولی رسالهٔ الأدوار اثری مستقل‌تر است و نظریه‌های نوآورانه‌ای دارد. همچنین، تعریفی که ارموی در این رساله از مفهوم نغمه (صوت) ارائه می‌کند نیز، در تناقض با تعریفی است که در الأدوار آمده‌است. رسالهٔ شرفیه همچنین بیش از الأدوار وارد جزئیات و مصادیق می‌شود؛ برای نمونه، ارموی در شرفیه از اجناس بیشتری نام برده تا در الأدوار.
یکی از ویژگی‌های رسالهٔ شرفیه (که بعداً در شرحی که مولانا مبارکشاه بخاری بر آثار ارموی نوشته نیز تکرار می‌شود) استفادهٔ همزمان از «افاعیل» و «اتانین» برای ساختار ضرب‌آهنگ قطعات موسیقی است. در آثار پیش از آن، نظیر آثار فارابی، فقط از اتانین برای توصیف ضرب موسیقی استفاده و از افاعیل تنها برای عروض (وزن شعر) استفاده می‌شد.

## یادداشت
1. ↑  Owen Wright
2. ↑  در متون قدیم، بُعد به معنای فاصلهٔ موسیقی و ابعاد جمع آن است
3. ↑  ایقاع در عربی به معنای ضرب‌آهنگ یا ریتم است
4. ↑  هر جنس یک دانگ است که متشکل از چهار یا پنج نت است و طول آن به اندازهٔ چهارم درست یا پنجم درست
5. ↑  مثلاً جنس زیرافکند و مقام محیّر حسینی فقط در رسالهٔ شرفیه اسم برده شده‌اند